# Disco Crash
Disco Crash è un album studio del DJ francese Bob Sinclar, pubblicato a partire dal 30 gennaio 2012.

## Singoli
- "F**k With You", in collaborazione con la cantante inglese Sophie Ellis-Bextor & Gilbere Forte e colonna sonora del film "Vacanze di Natale a Cortina".[1] Il brano raggiunge la settima posizione nella classifica italiana.[2]
- "Rock The Boat", con il rapper Pitbull, Dragonfly & Fatman Scoop[3]

## Tracce[4]
1. Rock the Boat (feat. Pitbull, Dragonfly & Fatman Scoop) - 3:54
2. F**k With You (feat. Sophie Ellis Bextor & Gilbere Forte) - 3:11
3. Wild Thing (feat. Snoop Dogg) - 4:51
4. Far l'amore (feat. Raffaella Carrà) (G. Boncompagni, D. Pace/C. Carucci) - 3:01
5. Me Not Gangsta (feat. Mr Shammi) - 4:39
6. Life (feat. Ben Onono) - 6:37
7. Put Your Hands Up (feat. Hot Rod) - 4:22
8. Tik Tok (feat. Sean Paul) - 3:06
9. Around the World (feat. Gilbere Forte) - 4:20
10. Rainbow of Love (feat. Ben Onono) - 3:26
11. The Network (feat. Kc Flightt) - 5:43
12. Magic Fly - 5:14

Belgium iTunes Bonus Tracks
1. I Don't Care (feat. Snoop Dogg) - 5:26
2. Crazy (Bob Sinclar vs. Dimitri Vegas & Like Mike Remix) - 6:23
3. Dirty Beat - 5:09
4. Gym Tonic (2011 Uplifting Mix) - 5:35
5. Rock the Boat (Bassjackers Remix) (feat. Pitbull, Dragonfly & Fatman Scoop) - 4:43

Switzerland Deluxe Edition Bonus Tracks
1. I Don't Care (feat. Snoop Dogg) - 5:26
2. Crazy (Bob Sinclar vs. Dimitri Vegas & Like Mike Remix) - 6:23
3. Dirty Beat - 5:09
4. Gym Tonic (2011 Uplifting Mix) - 5:35
5. Rock the Boat (Bassjackers Remix) (feat. Pitbull, Dragonfly & Fatman Scoop) - 4:43
6. Rock the Boat (Videoclip) - 3:12
7. Not Gangsta (UK Version) (Videoclip) - 2:54
8. Rainbow of Love (Videoclip) - 3:28

## Formazione
- Bob Sinclar - tastiera, remix (tutti i brani)

Altri musicisti
In Far l'amore:
- Raffaella Carrà - voce
- Carmelo Carucci - tastiera
- Giorgio Cocilovo - chitarra

## Classifiche
| Classifica        | Posizione raggiunta |
| ----------------- | ------------------- |
| Belgio (Fiandre)  | 30                  |
| Belgio (Vallonia) | 26                  |
| Francia           | 19                  |
| Italia            | 49                  |
| Svizzera          | 31                  |

## Date di Pubblicazione
| Nazione     | Data             | Formato              | Etichetta          |
| ----------- | ---------------- | -------------------- | ------------------ |
| Francia     | 30 gennaio 2012  | CD, Digital Download | Yellow Productions |
| Italia      | 7 febbraio 2012  | CD, Digital Download | Energy Productions |
| Regno Unito | 10 febbraio 2012 | Digital Download     | Defected Records   |
| Belgio      | 16 febbraio 2012 | Digital Download     | 541 / N.E.W.S.     |
| Svizzera    | 24 febbraio 2012 | CD, Digital Download | Ministry Of Sound  |
| Germania    | 30 marzo 2012    | CD, Digital Download | Ministry Of Sound  |